# Shinichi Nishimiya
Shinichi Nishimiya (1952 - Tokio, Japón, 16 de septiembre de 2012) fue un diplomático embajador de Japón en China.
Fue Cónsul General de Japón en Nueva York desde marzo de 2009 hasta finales de 2010. Posteriormente fue nombrado viceministro de Relaciones Exteriores de Japón a cargo de los asuntos económicos.
También participó en la delegación japonesa que asistió a la cumbre de líderes del Foro de Cooperación Asia Pacífico (APEC) de 2012.
Había sido nombrado embajador ante China cuando se produjo su inesperado fallecimiento.